# Cuttack (Distrikt)
Der Distrikt Cuttack (Oriya କଟକ ଜିଲ୍ଲା Kaṭaka Jillā) ist ein Verwaltungsdistrikt im indischen Bundesstaat Odisha.

## Lage
Der Distrikt erstreckt sich über eine Fläche von 3932 km² entlang dem Unterlauf der Mahanadi und deren beiden Hauptmündungsarmen. Die Distrikthauptstadt Cuttack befindet sich unterhalb der Aufspaltung in diese beiden Hauptmündungsarme.

## Einwohner
Beim Zensus 2011 betrug die Einwohnerzahl 2.624.470. Das Geschlechterverhältnis lag bei 940 Frauen auf 1000 Männer.
Die Alphabetisierungsrate belief sich auf 85,5 % (91,11 % bei Männern, 79,55 % bei Frauen).
93,65 % der Bevölkerung sind Anhänger des Hinduismus, 5,38 % sind Muslime.

## Verwaltungsgliederung
Der Distrikt besteht aus 3 Sub-Divisionen: Athagarh, Banki und Cuttack Sadar.
Zur Dezentralisierung der Verwaltung ist der Distrikt in 14 Blöcke unterteilt:
- Athagarh
- Banki
- Banki-Dampara
- Baramba
- Baranga
- Cuttack Sadar
- Kantapada
- Mahanga
- Narasinghpur
- Niali
- Nischintakoili
- Salipur
- Tangi Chowdwar
- Tigiria

Des Weiteren gibt es 15 Tahasils:
- Athagarh
- Banki
- Baramba
- Baranga
- Cuttack
- Damapada
- Kantapada
- Kishannagar
- Mahanga
- Narasinghpur
- Niali
- Nischintakoili
- Salipur
- Tangi Chowdwar
- Tigiria

Im Distrikt befinden sich folgende ULBs: die Municipal Corporation Cuttack, die Municipality Choudwar sowie die beiden Notified Area Councils (NAC) Athagarh und Banki.
Außerdem sind 342 Gram Panchayats im Distrikt vorhanden.